# 计算机物理学通讯
《计算机物理学通讯》（Computer Physics Communications，CPC）是愛思唯爾出版的同行评审的科学期刊。
该期刊的重点是计算方法、数值分析、硬件和软件开发，从而为物理学和物理化学领域提供帮助。
2017年的影响因子是3.748。